# BlueStacks
BlueStacks é uma empresa de tecnologia americana que produz o BlueStacks App Player e outros produtos multi-plataforma baseada em nuvem. O BlueStacks App Player foi produzido para permitir que aplicativos Android rodem em computadores Windows e Macintosh. A empresa foi fundada em 2009 por Jay Vaishnav, Suman Saraf e Rosen Sharma, ex-CTO da McAfee e membro do conselho da Cloud.com.
Os investidores incluem Andreessen-Horowitz, Redpoint, Samsung, Intel, Qualcomm, Citrix, Radar Partners, Ignition Partners, AMD e outros. BlueStacks é 8ª empresa de Sharma (cinco das empresas de Sharma foram adquiridas por Google, Microsoft, Citrix (duas vezes) e McAfee). BlueStacks saiu da versão beta em 7 de Junho de 2014.

## App Player
A empresa foi oficialmente lançada em 25 de maio de 2011, na conferência Citrix Synergy, em San Francisco. CEO da Citrix Mark Templeton demonstrou uma versão inicial do emulador BlueStacks no palco e anunciou que as empresas haviam formado uma parceria. A versão alfa pública do App Player foi lançado no dia 11 de outubro de 2011.
App Player é uma software disponível para download para Windows e Mac que virtualiza a experiência Android completa. O software é gratuito para baixar e usar, posteriormente se desativando-se e apresentando aos usuários a opção de instalar aplicativos patrocinados ou adquirir uma assinatura premium de 2 dólares por mês premium. Isto não é mencionado antes de baixar ou durante a instalação. Segundo fontes da empresa, o App Player pode executar mais de 96% dos 1,4 milhões de aplicativos no Google Play Store. Ele atingiu a marca de 109 milhões de download em dezembro de 2015.
Em 27 de junho de 2012, a empresa lançou uma versão alfa-1 do seu software App Player para Mac OS enquanto a versão beta foi lançado em 27 de dezembro de 2012. Em junho de 2012, a empresa lançou uma versão alfa de seu software App Player para macOS, enquanto a versão beta foi lançada em dezembro do mesmo ano. Em dezembro de 2024, lançou o BlueStacks Air para Apple Silicon Macs.
Em julho de 2015, BlueStacks, Inc. lançou a nova versão para Mac OS. Em dezembro de 2015, BlueStacks, Inc. lançou a nova versão BlueStacks 2.0 para Windows que permite que os usuários executem vários aplicativos Android simultaneamente. Além de Bluestacks, há muitos outros aplicativos de player para Android como Nox App Player, e Leapdroid Android Emulator.

### BlueStacks Air
Em dezembro de 2024, o BlueStacks lançou o BlueStacks Air, um player para Android Silicon Macs. Ele é otimizado para funcionar nativamente com todos os sistemas Apple Silicon Mac – processadores M1, M2, M3 e M4.

## Requisitos Mínimos do Sistema
Para Windows, o BlueStacks App Player tem requisitos mínimos de Windows 7 ou superior, 4 GB de RAM, 10 GB de espaço em disco e um processador Intel ou AMD. BlueStacks Air atualmente suporta sistemas Mac usando chips Apple Silicon (M1-M4). Para macOS, os requisitos mínimos incluem sistema operacional macOS 11 (Big Sur) ou superior, 8 GB de RAM e 12 GB de espaço em disco.

## GamePop
GamePop foi lançado em 9 de maio de 2013. Ele usa um modelo de assinatura. Os usuários recebem mais de US $250 no valor de jogos pagos com a sua assinatura. Ele permite aos usuários jogar até 500 jogos de celular na TV. Em 23 de julho de 2014, Samsung anunciou que tinha investido em GamePop. Isto trouxe o investimento externo total na BlueStacks para US $26 milhões. Com um aumento em melhorias para seu App Player, BlueStacks, Inc. colocou o desenvolvimento GamePop em hiato em 2015, com planos para melhorar o produto em uma data posterior.[carece de fontes?]